# Laura Martínez Pass de Cresto
Laura Martínez Pass de Cresto (Resistencia, 14 de agosto de 1948-Concordia, 6 de junio de 2020) fue una política argentina del Partido Justicialista, que se desempeñó como senadora nacional por la provincia de Entre Ríos entre 2003 y 2007.

## Biografía
Nació en Resistencia (provincia del Chaco) en 1948. En 1956 se trasladó a La Plata (provincia de Buenos Aires) y en 1970 se radicó en Concordia (Entre Ríos), donde formó su familia. Se casó con Juan Carlos Cresto, político e hijo del gobernador entre 1973 y 1976 Enrique Tomás Cresto. Entre sus seis hijos se encuentran los también políticos Enrique Tomás (intendente) y Mayda (diputada nacional).
Se recibió de docente en 1966 y también estudió decoración de interiores. Junto a su esposo, fueron empresarios metalúrgicos y establecieron una fundación local dedicada a campañas solidarias y programas sociales. También integró una fundación para recuperar el Cine Gran Odeón de Concordia.
En 1972 comenzó a militar en la Juventud Peronista, continuando luego en el Partido Justicialista (PJ). Fue vicepresidenta del Consejo Departamental de Concordia del PJ entre 1995 y 1999, congresal provincial entre 1999 y 2007, e integró la mesa de conducción del Congreso Provincial del PJ de 2002 a 2003.
En las elecciones legislativas de 2001 fue candidata a senadora nacional suplente. Asumió como senadora nacional por Entre Ríos en diciembre de 2003 para completar el mandato de Jorge Pedro Busti, quien había sido elegido gobernador. Integró el bloque del PJ-Frente para la Victoria. Fue vocal en las comisiones de Salud y Deporte; de Seguridad Interior y Narcotráfico; de Derechos y Garantías; de Asuntos Administrativos y Municipales; de Industria y Comercio; y de Trabajo y Previsión Social. Dos veces presentó proyectos de ley para crear un Juzgado Federal en Concordia. Finalizó su mandato en 2007.
Tras su paso por el Senado, sufrió un accidente cerebro vascular en 2010 que la llevó a reducir su actividad pública. Falleció en Concordia en junio de 2020.
En 2013 había sido distinguida como «personalidad destacada» por el Concejo Deliberante de Concordia.